# Tanatoturismo

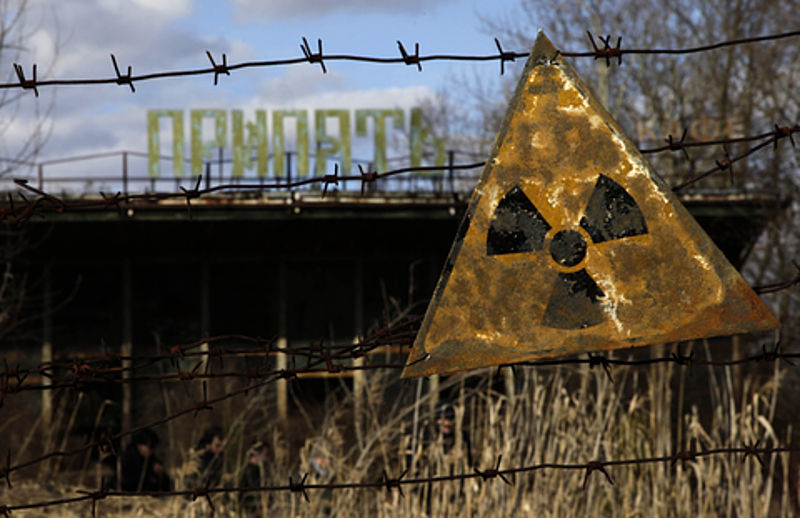
La ciudad de Prípiat en Ucrania, es un ejemplo de turismo negro en la actualidad.

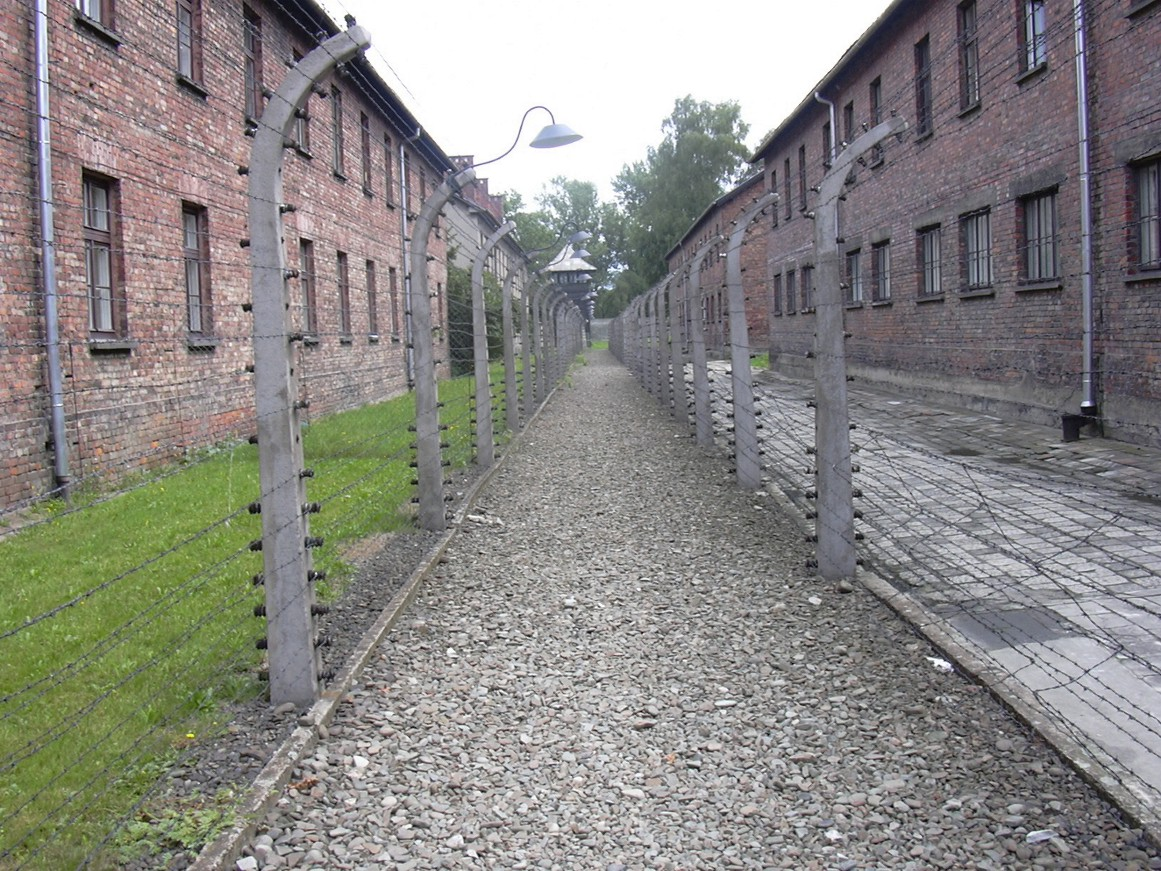
Los campos de concentración de Auschwitz, en Polonia.

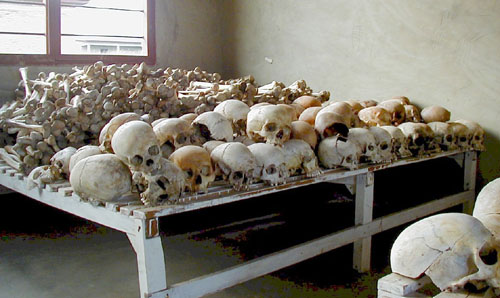
Calaveras, en el Centro Memorial al Genocidio en Murambi, Ruanda.

El tanatoturismo, turismo negro, oscuro o de dolor (anglicismos de black tourism, dark tourism o grief tourism («turismo de duelo») es una forma de turismo que envuelve a los viajes a sitios asociados con la muerte y la tragedia. Para referirse a él se usa también la palabra inglesa thanatourism, vocablo que deriva del griego antiguo Tánatos y es usado para personificar la muerte. Está asociado con el turismo oscuro, referido especialmente a la muerte violenta
. Sin embargo, la importancia de estos lugares no se debe a las asociaciones relacionadas con la muerte y el sufrimiento, sino principalmente a su valor histórico.
Se incluyen castillos y campos de batalla como Culloden en Escocia y los castillos de Bran y Poenari en Rumanía; sitios de desastre, tanto naturales como causados por el hombre, como Hiroshima en Japón, Chernobyl en Ucrania y el Ground Zero en Nueva York; Auschwitz en Polonia; prisiones ahora abiertas al público como la de Beaumaris, en Gales; y atracciones turísticas construidas para tal fin como el London Dungeon de Londres. Además se incluyen otros sitios donde se produjeron atrocidades humanas y genocidios, como el Monumento a la Masacre de Nankín en China y el Museo de los Crímenes Genocidas de Tuol Sleng en Camboya.

## Estudios
El turismo negro se convirtió en campo de estudio en el año 1996, cuando el término fue utilizado por los profesores John Lennon y Malcolm Foley de la Universidad Escocesa de Glasgow. Los estudiosos han analizado tanto los recientes, como los antiguos sitios relacionados con la muerte que atraen a visitantes. Han intentado entender la motivación de las personas por visitar estos lugares.
El doctor Philip Stone, profesor de la Universidad de Central Lancashire, es otra de las personas que se encuentran actualmente estudiando sobre este tema. Ha escrito varias publicaciones y ha dado diferentes presentaciones, intentando determinar los efectos morales y sociales del turismo negro, determinando por qué las personas deciden visitar juntas estos lugares asociados al dolor y la muerte. Stone también ha declarado que el turismo negro representa inmoralmente lo que la moralidad quiere comunicar. Stone sugiere que el turismo negro en tanto fenómeno social expresa la necesidad de proyectar la propia finitud por medio de la muerte de un otro significante.

## Otros puntos de vista
El turismo negro ha sido visto como una forma de explotación económica. Los empresarios pueden utilizar las reacciones emocionales de los visitantes para generar ganancias. El tráfico en áreas como la "zona cero" de Nueva York permite reactivar la actividad comercial relacionada al turismo oscuro. El turismo oscuro descansa sobre dos pilares principales, el primero se asocia a la reflexividad por medio de la cual el visitante imagina su propia finitud tras la muerte del "Otro", mientras la segunda es la tanaptosis capacidad de apreciar la vida a través de la contemplación de la muerte.
Los estudios en turismo oscuro o tana-turismo son de variada raigambre y naturaleza, no obstante pueden definirse en tres grupos principales:
Los estudios que focalizan en la reflexibilidad de la persona para imaginarse su propia muerte por medio de la muerte de otros. Para estos académicos el turismo oscuro transmite un mensaje para poder asimilar cualquier hecho traumático que afecte a la comunidad. 
Los estudios que enfatizan en la naturaleza cultural y patrimonial del turismo oscuro, cuyo objetivo versa en estudiar el fenómeno dentro de la fase de patrimonialización del dolor luego de un experiencia definida como colectivamente traumática.
Los estudios críticos que exploran las asimetrías de clase, materiales o de alguna otra naturaleza entre los diversos grupos humanos con el fin de legitimar un estadio previo de subordinación. Estos estudios entienden al turismo oscuro como un instrumento neo-colonial de dominación del norte global sobre el sur.